# Henri Troyat
Henri Troyat, născut Lev Aslanovici Tarasov (în rusă Лев Асланович Тарасов; n. 1 noiembrie 1911, Moscova, Imperiul Rus – d. 3 martie 2007, Paris, Île-de-France, Franța) a fost un romancier și istoric francez de origine rusă (descris inexact și ca scriitor rus de expresie franceză), membru al Academiei Franceze, laureat al unor premii majore, membru al mai multor ordine, medaliat.
A fost un reprezentant marcant al imigrației intelectuale ruse din Franța, generate de Revoluția din Octombrie (alături de alte nume mari ca Romain Gary sau Ivan Bunin).

## Biografie
Henri Troyat s-a născut într-o familie cu origini multiple, armeană (familia Torossian), rusă, germană, gruzină.
Familia sa a părăsit Rusia în pragul Revoluției, ajungând, după un traseu sinuos care a trecut prin Caucaz (unde familia deținea vaste proprietăți) și Crimeea, prin Istanbul și Veneția, în Franța, unde s-a stabilit la Paris în 1920. Aventuroasa călătorie este descrisă în cartea sa Atât cât va exista Pământul (Tant que la Terre durera).
La Paris, Troyat și-a făcut studiile gimnaziale și liceale (Lycée Pasteur din Neuilly), pentru a studia ulterior dreptul și a obține o licență. A lucrat în Préfecture de la Seine, la biroul bugete.
Dobândind cetățenia franceză, Henri Troyat a fost recrutat și și-a satisfăcut stagiul militar la Metz, în Lorena. Purta înca haina militară când volumul său de debut a văzut lumina tiparului, Faux jour, 1935. Avea doar 24 de ani. Cartea a fost premiată în același an cu Prix du roman populiste. Scrie într-un ritm extrem de activ și, în anul 1938 primește două premii importante, Premiul Max Barthou, decernat de Academia franceză, și Premiul Goncourt.
În 1952 a primit Marele Premiu Literar al Prințului Pierre de Monaco.
Troyat a publicat peste o sută de cărți, beletristică, istorie, eseuri, biografii (printre care cele ale lui Anton Cehov, Ecaterina cea Mare, Rasputin, Feodor Dostoievski, Lev Tolstoi, Ivan cel Groaznic). În egală măsură a scris biografii ale unor importante personaje ale culturii și istoriei franceze, Flaubert, Maupassant, Verlaine, Baudelaire, Dumas, Zola, Balzac.

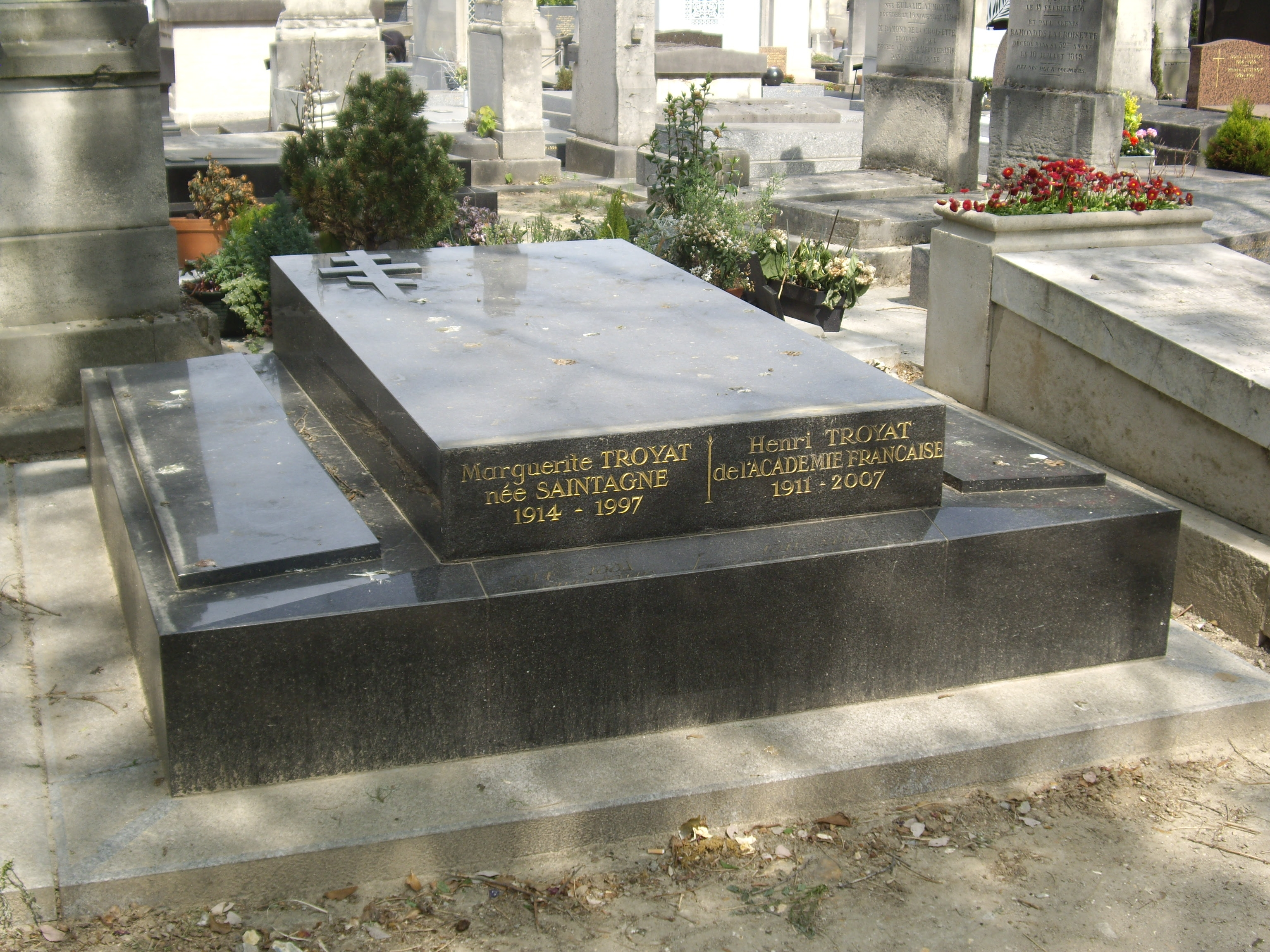
Mormântul lui Henri Troyat și al soției sale, la cimitirul Montparnasse din Paris

Cartea sa Zăpada îndoliată a fost ecranizată în 1956 (filmul s-a numit The Mountain, regizat de Edward Dmytryk, adaptare de Ranald MacDougall, cu Spencer Tracy și Robert Wagner).
A fost ales membru al Academiei franceze la 21 mai 1959, în locul lui Claude Farrère (fotoliul al 28-lea). Devenit „nemuritor” devreme și fiind longeviv, este consemnat ca membrul Academiei cu cea mai îndelungată activitate.
Henri Troyat s-a căsătorit cu Marguerite Saintagne în 1948, decedată în timpul vieții scriitorului (1914 – 1997). Are un fiu, Jean-Daniel, o fiică vitregă, Michèle, și șase nepoți.
A încetat din viață în 2007, la vârsta de 95 de ani.

## Ordine și medalii
- Grand-croix de la Légion d’honneur
- Commandeur de l’ordre national du Mérite
- Commandeur des Arts et des Lettres

## Opera
- 1935: Faux Jour (Plon)
- 1935: Le Vivier (Plon)
- 1936: Grandeur nature (Plon)
- 1937: La Clef de voûte (Plon)
- 1938: L’Araigne (Plon)
- 1939: La Fosse commune (Plon)
- 1940: Dostoïevski (Fayard)
- 1941: Le Jugement de Dieu (Plon)
- 1942: Le mort saisit le vif (Plon)
- 1945: Du Philanthrope à la Rouquine (Flammarion)
- 1945: Le Signe du taureau (Plon)
- 1946: Les Ponts de Paris (Flammarion)
- 1946: Pouchkine (Plon)
- 1946: Les Vivants, pièce en trois actes (Bonne)
- 1947: Tant que la terre durera, t. I (La Table ronde)
- 1948: Le Sac et la Cendre, Tant que la terre durera, t. II (La Table ronde)
- 1948: La Case de l’oncle Sam (La Table ronde)
- 1949: Sébastien, pièce en trois actes (Opéra)
- 1950: Étrangers sur la terre, Tant que la terre durera, t. III (La Table ronde)
- 1951: La Tête sur les épaules (Plon)
- 1952: La Neige en deuil (Flammarion)
- 1952: L’Étrange Destin de Lermontov (Plon)
- 1953: Les Semailles et les Moissons, t. I (Plon)
- 1955: De Gratte-ciel en cocotier (Plon)
- 1955: Amélie, Les Semailles et les Moissons, t. II (Plon)
- 1956: La Maison des bêtes heureuses (Bias)
- 1956: Sainte Russie, souvenirs et réflexions suivi de l’Assassinat d’Alexandre II (Grasset)
- 1956: La Grive, Les Semailles et les Moissons, t. III (Plon)
- 1957: Tendre et violente Elisabeth, Les Semailles et les Moissons, t. IV (Plon)
- 1958: La Rencontre, Les Semailles et les Moissons, t. V (Plon)
- 1958: Naissance d’une Dauphine (Gallimard)
- 1959: La Vie quotidienne en Russie au temps du dernier tsar (Hachette)
- 1959: La Lumière des justes. Tome I : Les Compagnons du Coquelicot. (Flammarion)
- 1960: La Lumière des justes. Tome II : La Barynia. (Flammarion)
- 1961: La Lumière des justes. Tome III : La Gloire des vaincus. (Flammarion)
- 1962: La Lumière des justes. Tome IV : Les Dames de Sibérie. (Flammarion)
- 1963: Une extrême amitié (La Table ronde)
- 1963: La Lumière des justes. Tome V : Sophie ou la Fin des combats. (Flammarion)
- 1964: Le Geste d’Ève (Flammarion)
- 1965: Les Eygletière, t. I (Flammarion)
- 1965: Tolstoï (Fayard)
- 1966: La Faim des lionceaux, Les Eygletière, t. II (Flammarion)
- 1967: La Malandre, Les Eygletière, t. III (Flammarion)
- 1968: Les Héritiers de l’avenir. Tome I : Le Cahier. (Flammarion)
- 1969: Les Héritiers de l’avenir. Tome II : Cent un coups de canon. (Flammarion)
- 1970: Les Héritiers de l’avenir. Tome III : L’Éléphant blanc. (Flammarion)
- 1971: Gogol (Flammarion)
- 1972: La Pierre, la Feuille et les Ciseaux (Flammarion)
- 1973: Anne Prédaille (Flammarion)
- 1974: Le Moscovite, t. I (Flammarion)
- 1974: Les Désordres secrets, Le Moscovite, t. II (Flammarion)
- 1975: Les Feux du matin, Le Moscovite, t. III (Flammarion)
- 1976: Un si long chemin (Stock)
- 1976: Le Front dans les nuages (Flammarion)
- 1976: Grimbosq (Flammarion)
- 1977: Catherine la Grande (Flammarion)
- 1978: Le Prisonnier n° I (Flammarion)
- 1979: Pierre le Grand (Flammarion)
- 1980: Viou (Flammarion)
- 1981: Alexandre I er (Flammarion)
- 1982: Le Pain de l’étranger (Flammarion)
- 1982: Ivan le Terrible (Flammarion)
- 1983: La Dérision (Flammarion)
- 1984: Tchekhov (Flammarion)
- 1984: Marie Karpovna (Flammarion)
- 1985: Tourgueniev (Flammarion)
- 1985: Le Bruit solitaire du cœur (Flammarion)
- 1986: À demain, Sylvie (Flammarion)
- 1986: Gorki (Flammarion)
- 1987: Le Troisième Bonheur (Flammarion)
- 1988: Toute ma vie sera mensonge (Flammarion)
- 1988: Flaubert (Flammarion)
- 1989: Maupassant (Flammarion)
- 1989: La Gouvernante française (Flammarion)
- 1990: La Femme de David (Flammarion)
- 1990: Alexandre II, le tsar libérateur (Flammarion)
- 1991: Aliocha (Flammarion)
- 1991: Nicolas II, le dernier tsar (Flammarion)
- 1992: Youri (Flammarion)
- 1992: Zola (Flammarion)
- 1993: Verlaine (Flammarion)
- 1993: Le Chant des Insensés (Flammarion)
- 1994: Baudelaire (Flammarion)
- 1994: Le Marchand de masques (Flammarion)
- 1995: Balzac (Flammarion)
- 1995: Le Défi d’Olga (Flammarion)
- 1996: Votre très humble et très obéissant serviteur (Flammarion)
- 1996: Raspoutine (Flammarion)
- 1997: L’Affaire Crémonnière (Flammarion)
- 1997: Juliette Drouet (Flammarion)
- 1998: Le Fils du satrape (Grasset)
- 1998: Terribles tsarines (Grasset)
- 1999: Les turbulences d’une grande famille (Grasset)
- 1999: Namouna ou la chaleur animale (Grasset)
- 2000: Nicolas Ier (Librairie académique Perrin)
- 2000: La Ballerine de Saint-Pétersbourg (Plon)
- 2001: Marina Tsvetaena : L'éternelle insurgée (Grasset)
- 2001: La Fille de l'écrivain (Grasset)
- 2002: L'Étage des bouffons (Grasset)
- 2004: La Fiancée de l'ogre (Grasset)
- 2004: Alexandre III (Grasset)
- 2004: La Baronne et le musicien (Grasset)
- 2005: Alexandre Dumas. Le cinquième mousquetaire (Grasset)
- 2006: La Traque (Grasset)
- 2006: Pasternak (Grasset)
- 2008: Boris Godunov (Flammarion)
- 2009: Le Pas du juge (Bernard de Fallois)
- 2009: La folie des anges (Bernard de Fallois)
- 2010: Trois mères, trois fils (Bernard de Fallois)